# Joseph Dedieu
Joseph Dedieu, né le 18 novembre 1878 à Carbonne en Haute-Garonne et mort le 26 janvier 1960 aux Cabannes en Ariège, est un écrivain français de manuels scolaires, prêtre civil et historiographe

## Biographie
Docteur ès lettres, il soutient en 1909 sa thèse à la faculté des lettres de Bordeaux sur Montesquieu et la tradition politique anglaise en France. et une thèse complémentaire sur Pierre de Laudun d'Aigaliers. Essai sur la poésie dans le Languedoc de Ronsard à Malherbe.
Joseph Dedieu est prêtre de l'Oratoire et professeur de lettres à la faculté des lettres de Toulouse.
En 1910, Il est lauréat du prix Bordin et en 1914 du prix Marcelin-Guérin pour son ouvrage sur Montesquieu. En 1921, il est parmi les lauréats du prix Thérouanne pour Le Rôle politique des protestants français.
Il est l'auteur de nombreux articles de référence, notamment dans la Revue d'histoire de l'Église de France.

## Œuvres
- Montesquieu et la tradition politique anglaise en France (thèse), 1909
- Pierre de Laudun d'Aigaliers : essai sur la poésie dans le Languedoc de Ronsard à Malherbe (thèse), 1909
- Le rôle politique des protestants français (1685-1715)
- Du vocabulaire à la composition française. Classes de 7e et 6e, 1935
- Grammaire latine pour toutes les classes, 1939
- L'Initiation au latin, 1942
- Du vocabulaire à la composition française. Fin d'études primaires, C.E.P. 8e, 1947
- La législation du travail, 1946
- Histoire de Carbonne : les institutions communales d'une bastide sous l'Ancien régime, 1953